# Hungerbaum
Ein Hungerbaum (bairisch: Hungabam) ist ein geschmückter Baum, der Paaren in den Garten gepflanzt wird, die trotz siebenjährigen Zusammenseins noch nicht verheiratet sind. Der Baum wird in der Regel von Freunden des Paares gepflanzt und geschmückt. Ab diesem Zeitpunkt muss das Paar dem Brauch nach am Jahrestag ihrer Beziehung für diese Freunde einen Umtrunk, ein Essen oder eine Feier  mit den gleichen Teilnehmern veranstalten. Dies wird so lange fortgeführt, bis das Paar heiratet.

## Regionale Verbreitung
Der ursprüngliche Herkunftsort des Hungerbaums und das Alter des Brauchs ist nicht klar. Er verbreitet sich seit Anfang des 21. Jahrhunderts auch in Teilen Bayerns, wo diese „Tradition“ bisher nicht üblich war, so im Chiemgau seit etwa 2010. Er variiert auch in den verschiedenen Regionen. Mancherorts wird der Hungerbaum mit Gerümpel behängt.

## Vergleichbare Bräuche
Frisch vermählten Paaren wird im Garten ein Hochzeitsbaum aufgestellt, der das Paar dazu auffordert, innerhalb eines Jahres für Nachwuchs zu sorgen. Er ist ähnlich einem Maibaum geschmückt, er zeigt jedoch als Motiv Dinge wie einen Storch oder eine Kinderwiege. Meist wird ein erklärender Text beigefügt („Dieser Baum bleibt so lange stehn, bis wir von euch ein Kindlein sehn“).
Ist der Nachwuchs dann geboren, so werden Wegweiser aufgestellt mit dem Hinweis „Lumpenmacherei“ für einen Jungen oder „Bixnmacherei“ für ein Mädchen. Pate dabei stehen die bayerischen Worte „Lump“ für einen missratenen Jungen und „Bixn“ als pejoratives Wort für Mädchen, junge Frau. An den Schildern sind jeweils Büchsen oder Lumpen angeheftet.